# Lambda Tauri
Lambda Tauri (λ Tau / 35 Tauri / HD 25204 / HR 1239) è una stella nella costellazione del Toro di magnitudine apparente 3,41.
Si tratta in realtà di una stella tripla distante circa 370 anni luce, nonché di una binaria a eclisse.

## Osservazione

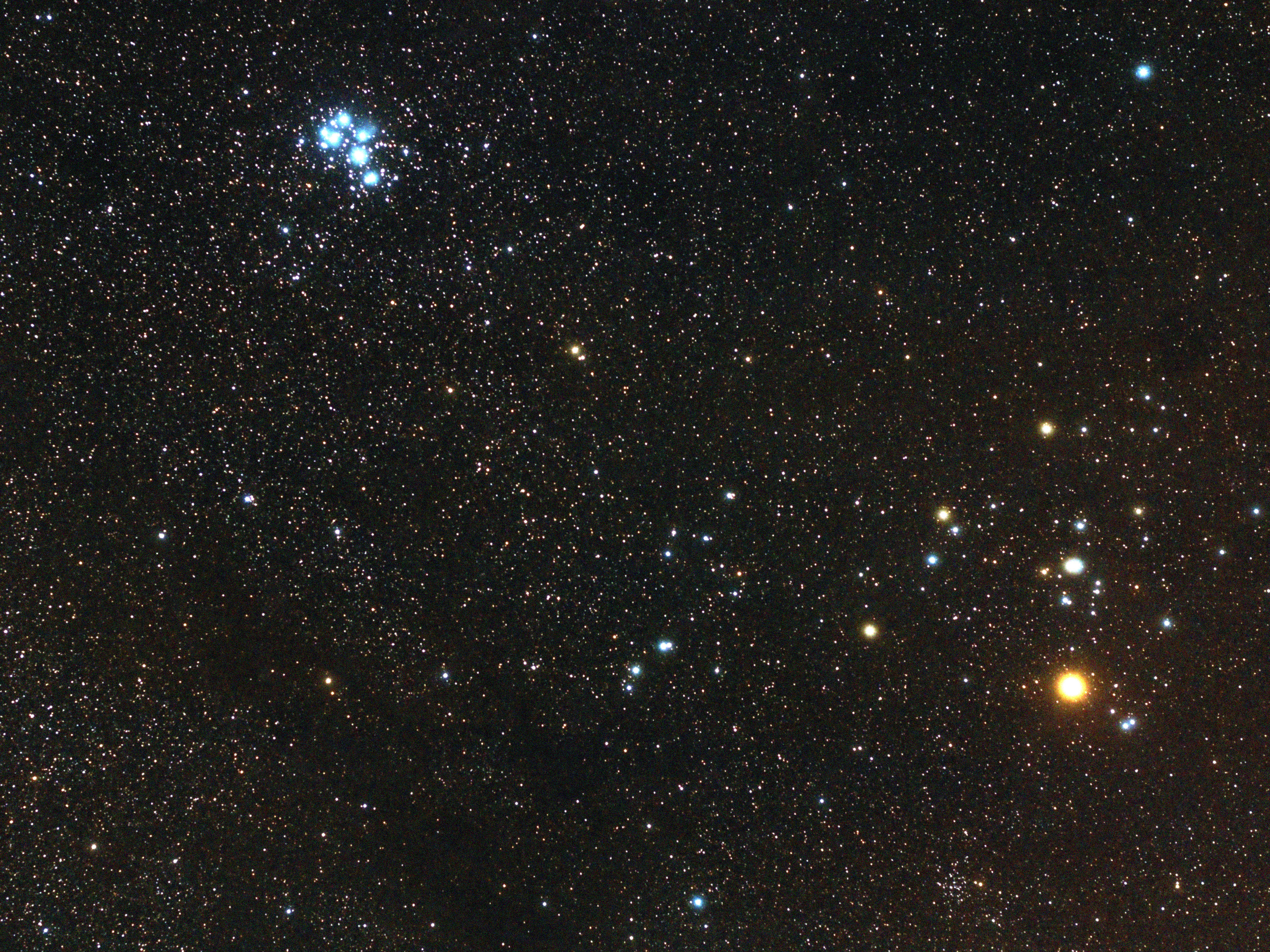
è visibile in prossimità dell'angolo superiore destro in questa immagine che comprende le Pleiadi, Aldebaran e le Iadi.

Lambda Tauri si trova nell'emisfero boreale, ma la vicinanza all'equatore celeste la rende comunque visibile da buona parte dell'emisfero australe.
Si trova nel cielo poco a ovest di Aldebaran e a sud delle Pleiadi, formando con essi un triangolo equilatero. Il periodo migliore per l'osservazione va da metà autunno fino ad inizio primavera, la sua luminosità è tale da essere osservata ad occhio nudo da piccoli centri con cieli non esageratamente soggetti ad inquinamento luminoso.

## Caratteristiche
La componente principale del sistema è una stella blu di sequenza principale circa 4000 volte più luminosa del Sole, è separata da una compagna di tipo spettrale A di appena 0,10 U.A. con la quale ruota attorno al comune centro di gravità in un periodo di 3,95 giorni.
Quando la componente B, più debole, occulta la principale, la magnitudine apparente cala a 4,1 magnitudini e la durata dell'eclisse è di 1,1 giorni.
Durante l'eclisse secondaria, cioè quando la principale occulta la compagna, la diminuzione di magnitudine è di un terzo rispetto al minimo principale. Data la vicinanza delle stelle, esiste probabilmente uno scambio di materia tra le componenti per le forze mareali esistenti tra le due stelle. Il sistema è composto anche da una terza componente, una stella di circa 1 massa solare distante 0,4 U.A. e con periodo orbitale di 33 giorni.